# Powięź gardłowo-podstawna

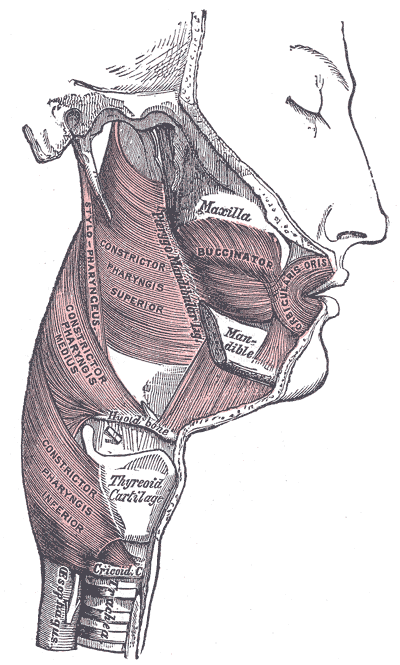
Mięśnie gardła – widok z boku (strona prawa). Powięź gardłowo-podstawna (niezaznaczona) rozciąga się od podstawy czaszki do włókien mięśnia zwieracza górnego gardła (constrictor pharyngis superior)

Powięź gardłowo-podstawna (łac. fascia pharyngobasilaris) – w anatomii człowieka mała przestrzeń, która rozciąga się od podstawy czaszki ku dołowi na odległość 1–2 cm, wchodząc w ścianę gardła. 
Stanowi ona górny przyczep gardła do podstawy czaszki. Jest to gruba błona zbudowana ze zbitej tkanki łącznej włóknistej. W sensie histologicznym stanowi ona przedłużenie (ku górze) błony podśluzowej oddzielającej błonę śluzową gardła od warstwy mięśniowej; w sensie anatomicznym jest to ściana gardła pozbawiona warstwy mięśniowej. Ku dołowi przechodzi ona w cienką i mocną warstwę oddzielającą włókna mięśnia zwieracza górnego gardła od błony śluzowej. Warstwa ta posiada więcej włókien elastycznych i zwana jest niekiedy powięzią sprężystą (łac. fascia elastica).

## Przyczep powięzi
Przyczepia się ona z przodu do kości klinowej, po bokach do kości skroniowej, a z tyłu do kości potylicznej. Przyczep powięzi rozpoczyna się z tyłu pośrodkowo na guzku gardłowym kości potylicznej, następnie rozchodzi się na boki otaczając od przodu włókna mięśnia długiego głowy i mięśnia prostego przedniego głowy. Następnie ku przodowi przyczep wchodzi na dolną powierzchnię kości potylicznej przebiegając pod piramidą kości skroniowej i dochodzi do kanału tętnicy szyjnej. Na tej wysokości linia przyczepu zawraca ku przodowi przebiegając w kierunku chrząstkozrostu klinowo-skalistego. W tym miejscu przyczep obejmuje zachyłek Rosenmüllera i przebiega dalej nad otworem poszarpanym i dalej ku przodowi wzdłuż połączenia klinowo-skalistego. Na tym odcinku powięź przyśrodkowo przylega do chrząstki trąbki słuchowej i do włókien mięśnia dźwigacza podniebienia miękkiego. Bocznie od niej znajdują się włókna mięśnia napinacza podniebienia miękkiego. Ku przodowi przyczep powięzi obustronnie dochodzi do nasady blaszki przyśrodkowej wyrostka skrzydłowatego kości klinowej. Powięź gardłowo-podstawna obustronnie po bokach posiada ubytki, przez które przechodzą: część chrzęstna trąbki słuchowej i włókna mięśnia dźwigacza podniebienia miękkiego zwane zatokami Morgagniego, które stanowią drogę szerzenia się nacieku nowotworowego z części nosowej gardła do głębokich przestrzeni trzewnych czaszki.